# Mały Potok (ciek)
Mały Potok (niem. Kurzer Bach) – ciek w północno-zachodniej Polsce, prawy dopływ Kłobuckiego Potoku. Płynie przez północną część Puszczy Bukowej w województwie zachodniopomorskim.
Mały Potok to krótki ciek wypływający ze źródła u podnóża wzgórza bez nazwy. Uchodzi do Kłobuckiego Potoku z jego prawego brzegu na skraju Polany Dobropolskiej.